# Netelia latungula
Netelia latungula là một loài tò vò trong họ Ichneumonidae.